# Straßlach-Dingharting
Straßlach-Dingharting település Németországban, azon belül Bajorországban. Lakosainak száma 3321 fő (2023. december 31.). Straßlach-Dingharting Egling, Oberhaching, Sauerlach, Baierbrunn és Schäftlarn községekkel határos.

## Népesség
A település népessége az elmúlt években az alábbi módon változott:
| Lakosok száma | 2012 | 1474 | 2965 | 2983 | 3093 | 3132 | 3172 | 3206 | 3289 | 3321 |
|               | 1970 | 1975 | 2011 | 2012 | 2014 | 2015 | 2017 | 2019 | 2022 | 2023 |